# Ботафогу (футбольний клуб, Жуан-Пессоа)
«Ботафогу» (порт. Botafogo) — бразильський футбольний клуб, який базується в місті Жуан-Пессоа, штат Параїба. Заснований 28 вересня 1931 року.